# 遗传修饰生物体
基因改造生物（英語：Genetically Modified Organism, GMO）又稱转基因生物（transgenic organism）、遗传修饰生物体、基因改良生物、基改生物，是指通過基因改造實現基因改變的生物。這種技術，通常称作重组DNA技術。在生成轉基因生物的一般原理是，將新的遺傳物質添加到一個生物體内的基因。這就是基因工程，並通過DNA被發現。
基因改造食物便是利用基因工程將原有食物的基因加入其他生物的遺傳物質，並將不良基因移除，從而造成品質更好的食物。通常基因改造食物可增加食物的產量、抗寒及其他特性。然而，基因改造食物的風險，例如基因污染問題也不能忽視。